# Гамзатханов, Джамал Магомедханович
Джамал Магомедханович Гамзатханов (род. 23 июня 1999) — российский и азербайджанский дзюдоист и самбист. Чемпион Азербайджана по дзюдо. Член сборной Азербайджана по дзюдо.

## Спортивная карьера
В начале февраля 2017 года на первенстве России по самбо среди юношей в Перми стал бронзовым призёром. В марте 2017 года в португальском городе Коимбра стал бронзовым призером Открытого Кубка Европы по дзюдо среди юниоров. В начале июня 2017 года в Орле одержал победу на Всероссийском турнире по дзюдо среди юношей до 18 лет на призы спортивного объединения «Юность России».
В декабре 2017 года в Рязани стал бронзовым призёром Первенства России среди юниоров.
28 мая 2018 года присвоено звание мастера спорта России по дзюдо.
В апреле 2019 года в итальянском городе Линьяно-Саббьядоро Гамзатханов стал обладателем золотой медали Кубка Европы по дзюдо среди юниоров в возрасте до 21 года.
19 августа 2022 года после решения Международной федерации дзюдо получил право выступать за Азербайджан. В декабре 2022 года стал чемпионом Азербайджана по дзюдо.
На турнире Большого шлема 2024 в Баку завоевал серебряную медаль.
В мае 2025 года выиграл серебро турнира Большого шлема в Душанбе, уступив в финале местному спортсмену Темуру Рахимову.

## Спортивные результаты
- Первенство России по самбо среди юношей 2017 —
- Первенство ЦФО по самбо среди юниоров 2017 —
- Кубок Европы по дзюдо среди юниоров до 21 года 2019 —
- Первенство Мира по дзюдо среди юниоров 2019 —
- Кубок Европы по дзюдо среди юниоров до 21 года 2019 —
- Первенство России по дзюдо до 23 лет 2020 —
- Чемпионат ЦФО по дзюдо 2021 —
- Чемпионат Азербайджана по дзюдо 2022 —
- Чемпионат Азербайджана по дзюдо 2023 —

## Личная жизнь
Является сыном Магомедхана Гамзатханова, российского бойца смешанных единоборств, известного под прозвищем Волк-хан.